# Samuel Morley (filantrop)

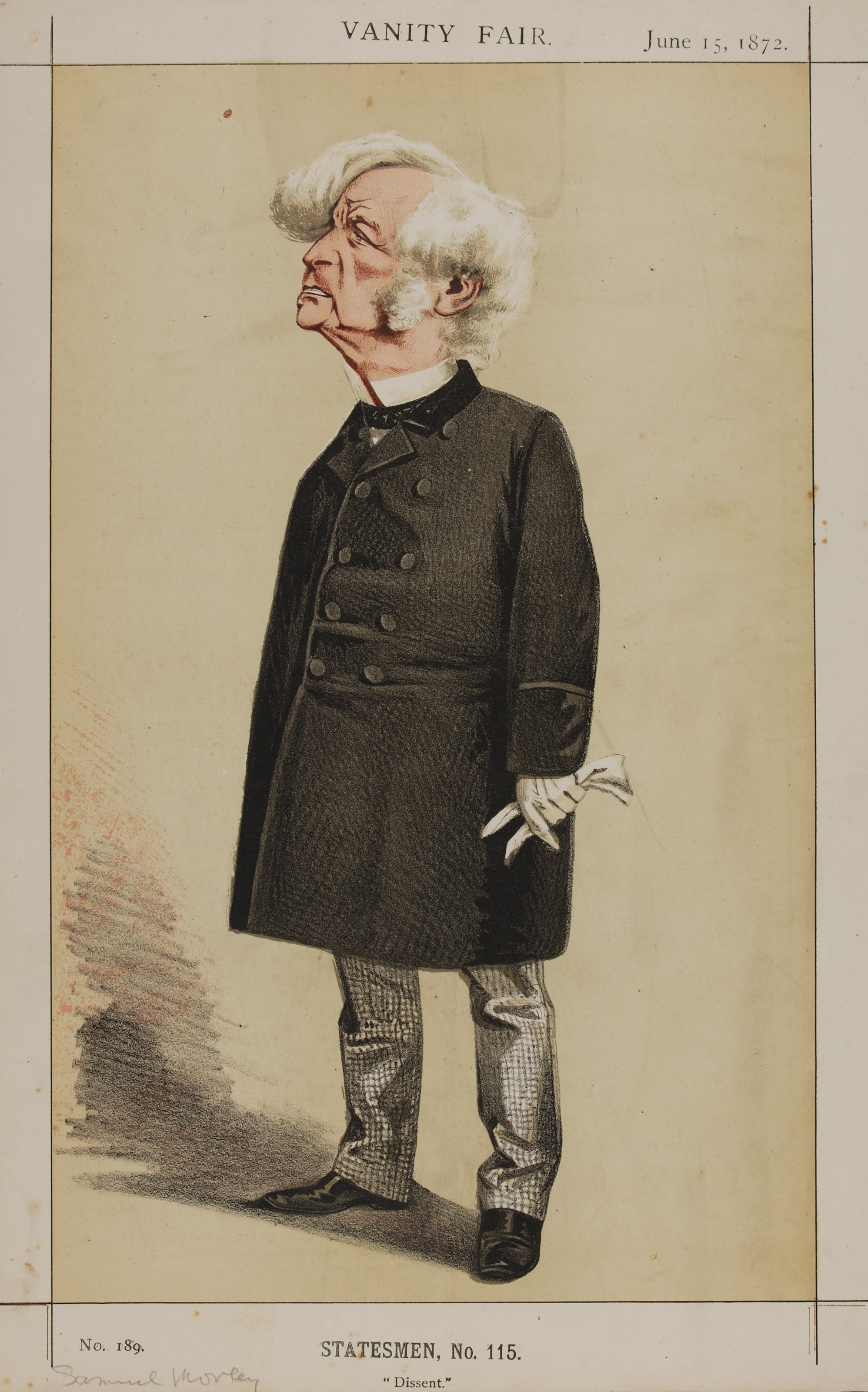
Samuel Morley, karikatyr av Adriano Cecioni, publicerad i Vanity Fair år 1872.

Samuel Morley, född den 15 oktober 1809 i Homerton, död den 5 september 1886, var en engelsk filantrop. Han var far till Samuel och Arnold Morley.
Morley var delägare i en av fadern grundlagd strumpaffär, som utvecklat sig till en av de största och mest ansedda firmorna i Londons city. Han representerade i underhuset valkretsen Nottingham 1865–1866 och Bristol 1868–1885. Såväl i som utom parlamentet var han den främste förkämpen för den frikyrkliga riktningen. Genom hans initiativ tillkom 24 frikyrkliga kapell i London. Som skattmästare i Home Missionary Society verkade han för utsändandet av lekmannapredikanter. I underhuset röstade han från början för irländska statskyrkans avskaffande samt för borttagande av obligatoriska avgifter till statskyrkan. Han var även en avgjord frihandlare och nykterhetsfrämjare. Få män i England har övat välgörenhet i så stor skala som han. Det är känt, att han årligen bortskänkte uppemot en halv miljon kronor, varav mycket gick till främmande länder.